# USS Ticonderoga (CV-14)
La USS Ticonderoga (codici e numeri d'identificazione CV/CVA/CVS-14) è stata una delle 24 portaerei della classe Essex costruite durante la seconda guerra mondiale per la Marina degli Stati Uniti d'America. Fu la quarta nave con questo nome, che fa riferimento alla cattura del forte Ticonderoga avvenuta durante la guerra d'indipendenza americana.

## Storia
La Ticonderoga entrò in servizio nel maggio 1944 e servì in diverse operazioni nel teatro del Pacifico della seconda guerra mondiale, guadagnando cinque service star. Dismessa poco dopo la fine della guerra, fu modernizzata nel 1950 come vettore di attacco (CVA) ma alla fine divenne un vettore antisommergibile (CVS). Fu messa in servizio troppo tardi per partecipare alla guerra di Corea, ma fu invece attiva nella guerra del Vietnam durante la quale ottenne tre Navy Unit Commendation, una Meritorious Unit Commendation e dodici service star. La Ticonderoga fu radiata dal servizio nel 1973 e venduta per la demolizione nel 1975.